# María Amelia Gutiérrez
María Amelia Gutiérrez (Laboulaye, Provincia de Córdoba, 9 de noviembre de 1968) es una antropóloga y docente argentina, especializada en arqueología y antropología biológica.  Fue galardonada en 1997 con el Summer Thesis Research Award por la Texas Tech University y con el Premio Bernardo Houssay en el Área Ciencias Humanas en su Edición 2011.
Actualmente se desempeña como Investigadora Principal del CONICET en el Instituto de Investigaciones Arqueológicas y Paleontológicas del Cuaternario Pampeano (INCUAPA) y es, además, docente y vicedecana de la Facultad de Ciencias Sociales de la Universidad Nacional del Centro de la Provincia de Buenos Aires (UNCPBA), integrante de la planta docente estable de la Maestría en Arqueología del Neotrópico (Escuela Superior Politécnica del Litoral, Facultad de Ingeniería de Ciencias de la Tierra, Centro de Estudios Arqueológicos y Antropológicos, Ecuador), e integrante de la planta docente de la Especialización en Arqueología (Departamento de Historia y Ciencias Sociales, Universidad del Norte, Barranquilla, Colombia). También es directora de la revista Intersecciones en Antropología.

## Biografía

### Educación
En 1987, a sus 19 años, Gutiérrez se muda a la ciudad de La Plata para ingresar en la carrera de Licenciatura en Antropología en la Facultad de Ciencias Naturales y Museo de la Universidad Nacional de La Plata, misma de la que se recibe en 1993. 
En 1998 y con una calificación de A+ obtuvo un Master of Science de la Texas Tech University por su trabajo "Taphonomic effects and state of preservation of the guanaco bone bed from Paso Otero 1 (Buenos Aires Province, Argentina)"  y en el año 2004 alcanzó el Doctorado en Ciencias Naturales otorgado por la Universidad Nacional de La Plata. Su tema de investigación: “Análisis Tafonómicos en el Area Interserrana (Provincia de Buenos Aires)” que fue dirigido por el Dr. Gustavo G. Politis, recibió una calificación de 10 sobresaliente con recomendación unánime para su publicación.

## Trayectoria profesional

### Docencia en Universidades

#### De grado
A un año de egresada, Gutiérrez fue seleccionada como Ayudante Diplomado interino con dedicación Simple en las cátedras "Seminario de Análisis Arqueológico" y "Geología y Paleontología del Cuaternario"(1994-1997, Facultad de Ciencias Sociales, UNCPBA).
El seminario fue de contenido variable, el primer año el tema fue “Análisis Tafonómicos” y el segundo fue “Procesos de Domesticación de Plantas y Animales”.
Entre 1997 y 2002 se desempeñó como jefe de Trabajos Prácticos con dedicación Exclusiva en la Facultad de Ciencias Sociales, UNCPBA. en las cátedras: “Geología y Paleontología del Cuaternario”. (1997-1999) y “Seminario de Análisis Arqueológico” con asignación de funciones en la cátedra “Arqueología de Grupos Cazadores-Recolectores Americanos”. (1999-2002)
Para el año 2002, la entonces Magíster, ejerció como profesora adjunta interina con dedicación Simple en la cátedra “Tafonomía y Procesos de Formación de Sitios”, con asignación de funciones a la cátedra: “Arqueología de Grupos Cazadores-Recolectores Americanos”. (2002-2006, Facultad de Ciencias Sociales, UNCPBA)  y ya con su doctorado, como profesora adjunta ordinaria con dedicación Simple en la cátedra: “Tafonomía y Procesos de Formación de Sitios” (2006-2016, Facultad de Ciencias Sociales, UNCPBA), con asignación de funciones a la cátedra “Arqueología de Grupos Cazadores-Recolectores Americanos” (2006-2011) 
Desde 2016 y hasta la actualidad, la Dra. Gutiérrez se desempeña como profesora titular ordinaria con dedicación simple en la cátedra: “Tafonomía y Procesos de Formación de Sitios”. (2016- presente, Facultad de Ciencias Sociales, UNCPBA)

#### De postgrado
En agosto del año 2005 llevó a cabo el curso de postgrado “Estudios Tafonómicos en Arqueología”, dictado en la Facultad de Humanidades y Ciencias de la Educación, de la Universidad de la República (Montevideo, Uruguay) en el Marco del Programa de Cursos de Actualización para Graduados.
En septiembre de 2012 dictó el curso de postgrado “Tafonomía de vertebrados: su aplicación en los análisis arqueológicos” en el Instituto Nacional de Antropología e Historia (México DF, México) en el marco del Seminario Hombre-Fauna. 
En octubre de 2014, la Dra. Gutiérrez llevó a cabo el curso de postgrado “Introducción a la Tafonomía: formación y preservación del registro arqueológico”, dictado en la Facultad de Humanidades y Ciencias de la Educación, de la Universidad de la República (Montevideo, Uruguay) desde el 27 al 31 de octubre de 2014, en el Marco del Programa de Cursos de Actualización para Graduados. 

## Premios y distinciones
- 1997: Summer Thesis Research Award. Texas Tech University, Lubbock, Texas, USA.

- 2012: Distinción Investigador de la Nación Argentina, Premio Bernardo Houssay en Ciencias Humanas, otorgado por el Ministerio de Ciencia, Tecnología e Innovación Productiva, Presidencia de la Nación. Convocatoria 2011.[6]

- 2013: Reconocimiento al Compromiso con la Ciencia en el marco del Día Internacional de la Mujer. Honorable Concejo Deliberante, Municipalidad de Olavarría, Olavarría.[7]